# Pál Csernai
Pál Csernai (Pilis, 21 de outubro de 1932 — 1 de setembro de 2013) foi um futebolista e treinador húngaro.
Atuou pelo clubes Karlsruher, La Chaux-de-Fonds e Stuttgarter Kickers. Tambem defendeu a Seleção Húngara em duas oportunidades em 1955.
Como treinador comandou: Alemannia 90 Wacker, SSV Reutlingen 05, Royal Antwerp, Bayern de Munique, PAOK, Benfica, Borussia Dortmund, Fenerbahçe, Eintracht Frankfurt, Young Boys, Hertha e a Seleção da Coreia do Norte.[carece de fontes?]
Pelo Benfica conquistou uma Taça de Portugal. Pelo Bayern de Munique foi bicampeão da Bundesliga, temporadas 1979–80 e 1980–81, e campeão da Copa da Alemanha de 1982.